# Gung Ho
Gung Ho (bra: Fábrica de Loucuras; prt: A Fábrica das Loucuras) é um filme estadunidense de comédia de 1986, dirigido por Ron Howard e estrelado por Michael Keaton. A história retrata a aquisição de uma fábrica de automóveis estadunidense por uma empresa japonesa (embora o título em inglês seja uma expressão chinesa americanizada para referir-se a alguém extremamente “entusiasta” ou “entusiasmado” em relação a algo).
Por conta de seu enredo, que mostra, de forma satírica, um choque de culturas e de gestão entre americanos e japoneses, executivos da Toyota no Japão usaram este filme como um exemplo de como não tratar os trabalhadores norte-americanos, o que se traduziu em uma melhoria nas relações de trabalho entre todas as empresas japonesas instaladas em território norte-americano. Alguns exemplos de choque de culturas e de gestão apresentados no filme: ao chegarem na américa, os executivos japoneses exigem que os trabalhadores cortem relações com o sindicato, recebam salários mais baixos, além de implementarem padrões de qualidade total e de zero defeito de produção (padrões estes considerados impossíveis pelos americanos). Outra questão mostrada é o fato de o americano pensar sempre no individual em detrimento do coletivo, ao contrário dos japoneses, que pensam primeiro no coletivo.
A maior parte do filme foi filmada em locações na área de Pittsburgh, com cenas adicionais filmadas em Tóquio e na Argentina.

## Sinopse
| “ | Uma fábrica de carros é fechada, e os habitantes da cidade americana de Hadleyville na qual esta empresa fica sediada entram em desespero. Hunt Stevenson (Michael Keaton) decide ir ao Japão convencer empresários do grupo japonês Assan Motors a comprá-la, mas a diferença cultural entre eles pode ser um problema. | ” |

## Elenco
Antes de Michael Keaton ser o escolhido para interpretar "Hunt Stevenson", o personagem principal do filme, os atores Bill Murray e Eddie Murphy já haviam declinado ao convite de interpretar este personagem.
| Ator             | Personagem                                |
| ---------------- | ----------------------------------------- |
| Michael Keaton   | Hunt Stevenson                            |
| Gedde Watanabe   | Takahara Kazuhiro, o gerente da fábrica   |
| George Wendt     | Buster, um trabalhador e amigo de Hunt    |
| John Turturro    | Willie, outro trabalhador e amigo de Hunt |
| Mimi Rogers      | Audrey, a namorada do Hunt                |
| So Yamamura      | Mr. Sakamoto, o CEO da Assan Motors       |
| Sab Shimono      | Saito                                     |
| Rick Overton     | Googie                                    |
| Clint Howard     | Paul                                      |
| Jihmi Kennedy    | Junior                                    |
| Michelle Johnson | Heather DiStefano                         |
| Rodney Kageyama  | Ito                                       |
| Rance Howard     | Prefeito Conrad Zwart                     |
| Patti Yasutake   | Umeki Kazihiro                            |
| Jerry Tondo      | Kazuo                                     |

## Trilha-Sonora
| N.º | Título                             | Intérprete                | Duração |  |
| 1.  | "Don't Get Me Wrong"               | The Pretenders            | 3:48    |  |
| 2.  | "Tuff Enuff"                       | The Fabulous Thunderbirds | 3:22    |  |
| 3.  | "Breakin' The Ice (Movie Version)" | Martha Wash               | 3:04    |  |
| 4.  | "Working Class Man"                | Jimmy Barnes              | 3:30    |  |
| 5.  | "Can't Wait Another Minute"        | Five Star                 | 4:31    |  |
| 6.  | "We're Not Gonna Take It"          | Twisted Sister            | 3:38    |  |

## Recepção
| Críticas profissionais | Críticas profissionais |
| Avaliações da crítica  | Avaliações da crítica  |
| Fonte                  | Avaliação              |
| ---------------------- | ---------------------- |
| Allmovie               | [ 8 ]                  |
| Chicago Tribune        | (75/100)               |

O filme recebeu um misto de críticas negativas, e tem uma classificação de 33% no Rotten Tomatoes.

### Prêmios e Indicações
| Ano  | Prêmio               | Categoria            | Pessoa Indicada | Resultado | Ref.   |
| ---- | -------------------- | -------------------- | --------------- | --------- | ------ |
| 1987 | BMI Film & TV Awards | BMI Film Music Award | Thomas Newman   | Venceu    | [ 12 ] |

## Curiosidades
- As fitas que aparecem coladas ao corpo do personagem Takahara Kazuhiro no início do filme são conhecida como "Fitas da vergonha",[13] e são usadas em treinamento de programas de gestão japoneses.
- O filme inspirou uma pequena série de televisão homônima. Todos os atores asiáticos fizeram seus mesmos papéis, e Clint Howard foi o único ator caucasiano no filme que apareceu na série.
- O filme foi lançado na Austrália sob o título "Working Class Man", sendo também o título de uma das músicas que o roqueiro australiano Jimmy Barnes cantou no filme.
- O nome "Assan Motors" é um trocadilho com o nome da empresa automobilística japonesa "Nissan Motors".

Veículos Utilizados
- O Fiat Regata e o Fiat 147 foram utilizados em vários estágios de conclusão. As tomadas de fábrica ocorreram na fábrica do Grupo Fiat em Córdoba, na Argentina.[14]
- No filme, retornando de sua viagem ao Japão, o personagem Hunt Stevenson (Michael Keaton) pode ser visto desembarcando de uma aeronave Beechcraft 1900, operada pela Colgan Air.